# Griechischer Verband für Bergsteigen und Klettern
Der Griechische Verband für Bergsteigen und Klettern (griechisch Ελληνική Ομοσπονδία Ορειβασίας Αναρρίχησης Ellinikí Omospondía Oreivasías Anarríchisis, EOOA) mit Sitz in Athen ist der griechische Verband für Bergsteigen und Klettern, Wettkampfklettern und Skitourengehen.
Der EOOA betreibt etliche Schutzhütten.
Seit 2002 sind Georges Moissidis, und seit 2003 Nassos Tzartzanos UIAA-Ehrenmitglieder.
Er ist seit 1936 UIAA Mitglied, und Mitglied in der Balkan Mountaineering Union (BMU), sowie seit 2017 Mitglied im EUMA.